# STS-86

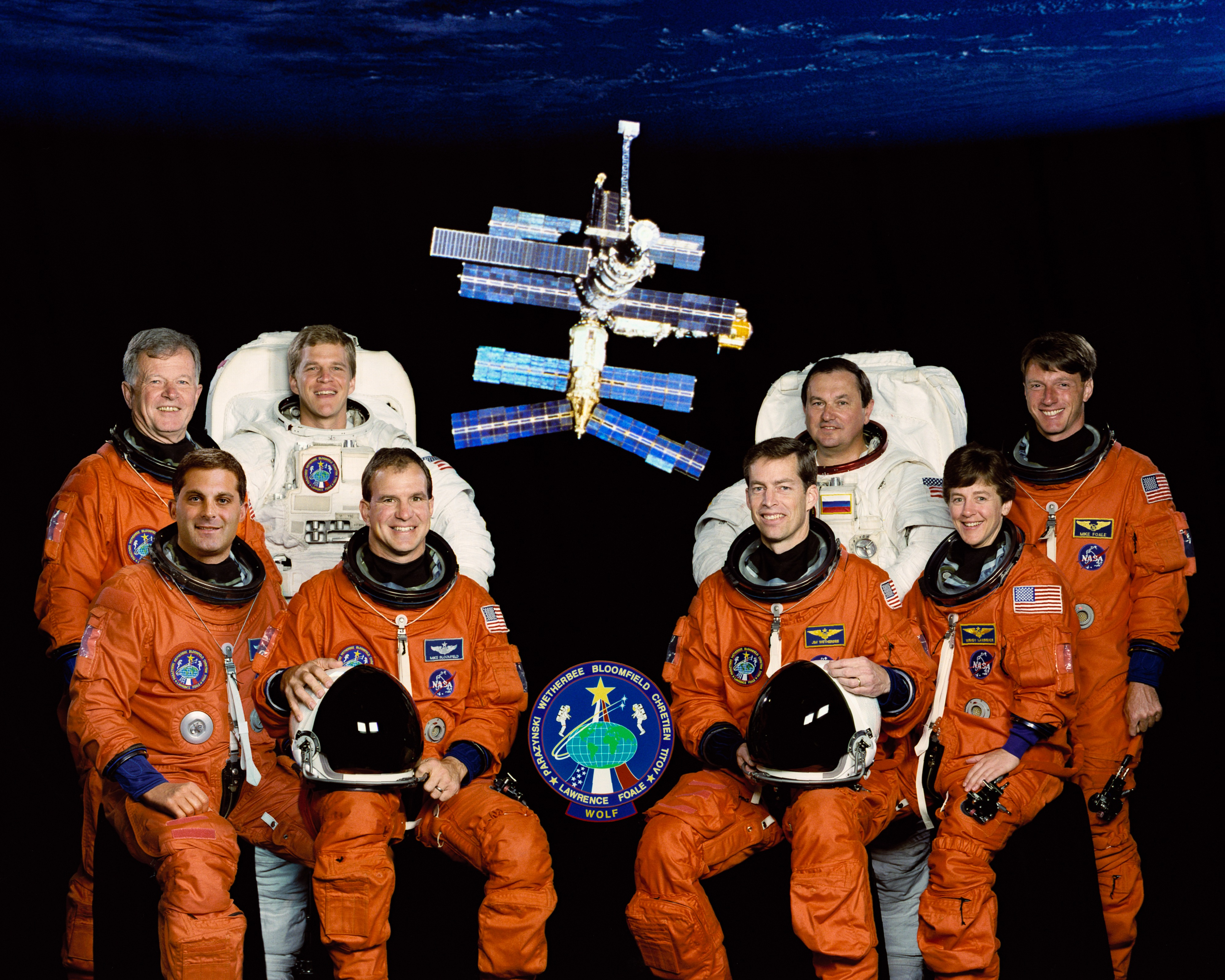
Екіпаж STS-86

STS-86 — 87-й старт шатлів у рамках програми «Спейс Шаттл» і 20-й космічний політ «Атлантіса», проведений 26 вересня 1997 року. Астронавти провели в космосі близько 11 діб і успішно приземлилися на 15-ту смугу Космічного центру ім. Кеннеді 6 жовтня 1997 року.
У програму польоту STS-86 входило проведення сьомого стикування шатла з російською орбітальною станцією «Мир», доставка і повернення вантажів, виконання різних експериментів.

## Екіпаж
- (НАСА): Джеймс Везербі (4)[2] — командир.
- (НАСА): Майкл Блумфілд (англ. Michael John "Bloomer" Bloomfield) (1) — пілот.
- (Роскосмос): Володимир Титов (5) — фахівець польоту.
- (НАСА): Скотт Паразінські (2) — фахівець польоту.
- (КНЕС): Жан-Лу Кретьєн (3) — фахівець польоту.
- (НАСА): Уенді Лоуренс (2) — фахівець польоту; старт.
- (НАСА): Девід Вулф (2) — фахівець польоту; посадка.
- (НАСА): Колін Фоул (4) — фахівець польоту.